# Lake Rasselas
Der Lake Rasselas ist ein See im Westland District der Region West Coast auf der Südinsel von Neuseeland.

## Geographie
Der Lake Rasselas befindet sich an den nördlichen Ausläufern der Collie Range, 2 km nordwestlich des südlichen Arms des Lake Paringa und 2,4 km südsüdöstlich der Küste zur Tasmansee. Der See, der auf einer Höhe von 22 m anzutreffen ist, besitzt eine Flächenausdehnung von ca. 30 Hektar und hat einen Umfang von in etwa 2,6 km. Die Länge des Sees misst rund 950 m in Nordwest-Südost-Richtung und seine maximale Breite beträgt rund 385 m in Südsüdwest-Nordnordost-Richtung.
Gespeist wird der Lake Rasselas von einigen wenigen Bächen. Seine Entwässerung finden am südöstlichen Ende des Sees über den Hambone Creek statt, der rund 1,6 km weiter südöstlich in den Lake Paringa mündet.